# Ломецкий, Ольдржих
Ольдржих Ломецкий (чеш. Oldřich Lomecký; 5 сентября 1920, Прага — 17 апреля 2011, там же) — чехословацкий гребец-каноист, выступал за сборную Чехословакии в первой половине 1950-х годов. Участник летних Олимпийских игр в Хельсинки, бронзовый призёр чемпионата мира, многократный победитель и призёр регат национального уровня.

## Биография
Ольдржих Ломецкий родился 5 сентября 1920 года в Праге.
Первого серьёзного успеха на взрослом международном уровне добился в сезоне 1950 года, когда попал в основной состав чехословацкой национальной сборной и побывал на чемпионате мира в Копенгагене, откуда привёз награду бронзового достоинства, выигранную вместе с напарником Богуславом Карликом в зачёте двухместных каноэ на дистанции 10000 метров — на финише его опередили только соотечественники Ян Брзак-Феликс и Богумил Кудрна, а также французский экипаж Жоржа Дрансара и Армана Лоро.
Благодаря череде удачных выступлений Ломецкий удостоился права защищать честь страны на летних Олимпийских играх 1952 года в Хельсинки — стартовал здесь с тем же Богуславом Карликом в двойках на десяти километрах. Они рассматривались в качестве основных фаворитов соревнований, однако в конечном счёте финишировали лишь шестыми, проиграв победившему французскому экипажу Жоржа Турлье и Жана Лоде больше минуты. Вскоре по окончании этих соревнований Ольдржих Ломецкий принял решение завершить спортивную карьеру, уступив место в сборной молодым чехословацким гребцам.
Умер 17 апреля 2011 года в Праге в возрасте 90 лет.